# SMBus
SMBus (acrònim anglès de System Management Bus, en català Bus de Manegament de Sistemes) és un protocol de comunicació sèrie basat en el bus I2C simplificat i que s'utilitza per a comunicar els sistemes electrònics amb les seves fonts d'energia com per exemple sistemes de bateria. El SMBus fou creat per Intel i Duracell l'any 1995.
Principal aplicació de control de l'estat de la càrrega/descàrrega de bateries.

## Arquitectura
El bus SMBus és un bus I2C simplificat i el seu model de capes OSI es defineix:
- Capa física (PHY): igualment que el bus I2C té 2 línies, rellotge i dades. Hi ha, però, petites diferències quant a temps i tensions (veure[5])
- Capa d'enllaç de dades (MAC): mateixes trames que el bus I2C amb petites diferències funcionals (veure[6])